# 高山粉背蕨
高山粉背蕨（学名：Aleuritopteris grisea var. alpina）为中国蕨科粉背蕨属下的一个变种。

## 扩展阅读
- 維基物種上的相關：高山粉背蕨